# Mymarommatidae
Mymarommatidae es una familia muy pequeña de himenópteros microscópicos. Solo 14 especies vivientes (tres australianas) en un único género se han descrito en la actualidad (los demás solo se conocen por fósiles) pero son de todas partes del mundo. Sin duda, muchas más esperan ser descubiertas, ya que pasan fácilmente inadvertidos y son difíciles de estudiar debido a su tamaño extremadamente pequeño (la mayoría tiene una longitud de alrededor de entre 0.4 a 0.7 mm mm).
Prácticamente nada se conoce sobre la biología de estos insectos, pero debido a su tamaño, y ovipositor simple, los entomólogos asumen que son parasitoides de los huevos de varios insectos. Fueron tratados inicialmente como una subfamilia aberrante de la familia Mymaridae de los calcidoideos pero, debido a las diferencias morfológicas, ahora son colocados en una superfamilia, Mymarommatoidea. Su similitud con Mymaridae se cree que es resultado de una evolución convergente. Mymarommatoidea contiene dos familias fósiles: Gallorommatidae y Alavarommatidae.

## Clasificación
Los taxónomos han examinado más de cerca a este grupo, están cada vez menos seguros del parentesco de esta familia con otros grupos de microhimenópteros. En los últimos años, algunos han afirmado que los parientes más cercanos son la extinta familia Serphitidae, y por lo tanto, afirman que los Mymarommatidae son esencialmente "fósiles vivientes", el único linaje sobreviviente de la extinta superfamilia Serphitoidea. Queda por ver si estos cambios en la clasificación serán aceptados, pero tienen bases fuertes que sustentan esta teoría.